# يان تورنر (لاعب كريكت)
يان تورنر (18 يوليو 1968 في المملكة المتحدة - )  (بالإنجليزية: Ian Turner)‏ هو لاعب كريكت بريطاني. لعب مع نادي مقاطعة هامبشاير للكريكت ‏.